# Casajús
Casajús или винодельня Касахус (исп. Bodegas Casajús) — одна из самых известных на международном уровне испанских семейных виноделен. Расположена в городе Кинтана-дель-Пидио (провинция Бургос, Испания), в Denominación de origen Рибера-дель-Дуэро Несколько поколений семей Кальво (Calvo) и Касахус (Casajús) производили свои собственные вина, хотя только в 1993 году Хосе Альберто Кальво Касахус основал винодельню..
Винодельня получила международное признание благодаря великолепным оценкам американского винного журнала Robert Parker's The Wine Advocate, в котором были представлены такие вины как Casajús Antiguos Viñedos и Vendimia Seleccionada, и, в частности, авторское вино NIC.

## История

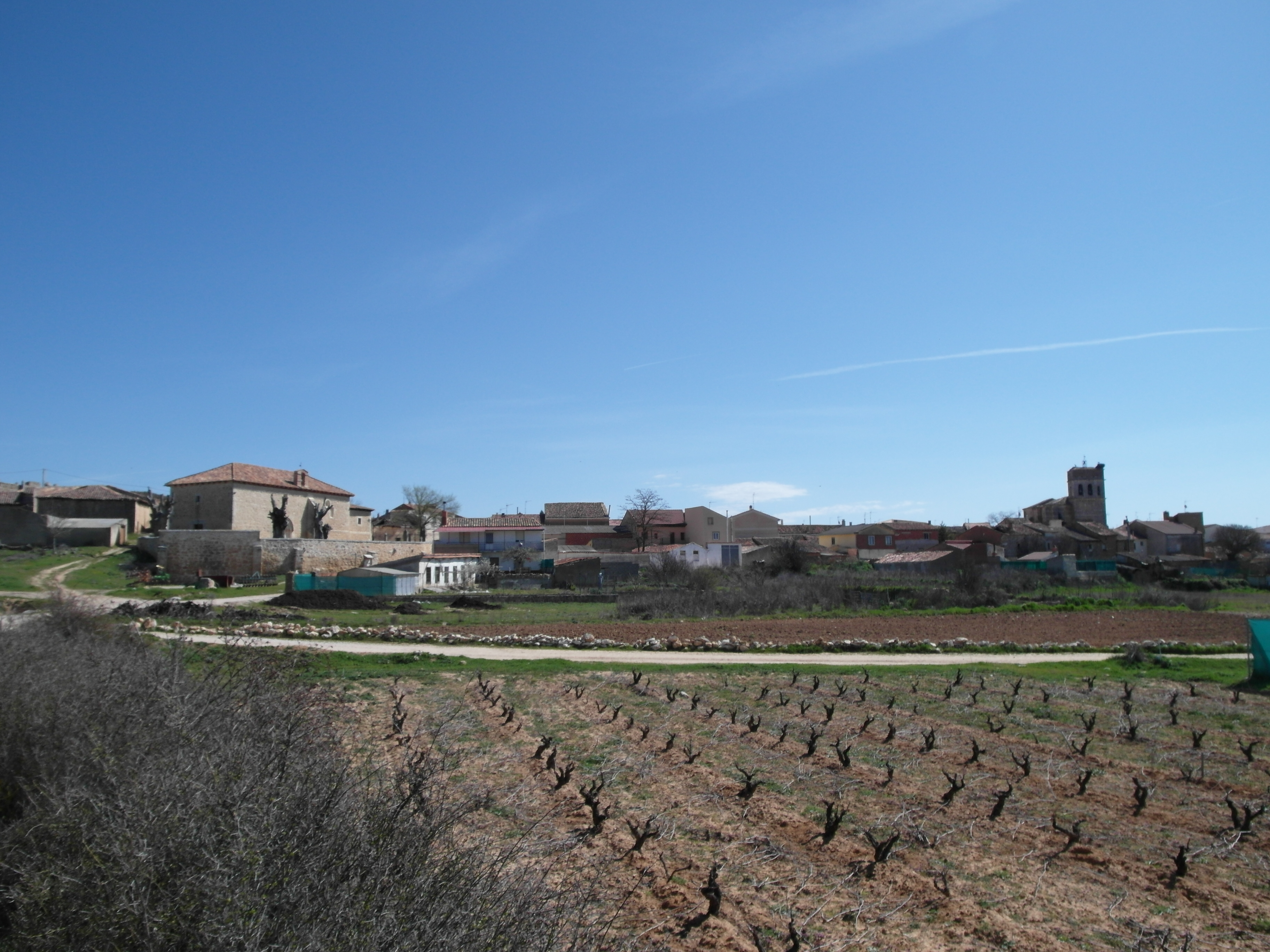
Вид Кинтана-дель-Пидио в DO Рибера-дель-Дуэро

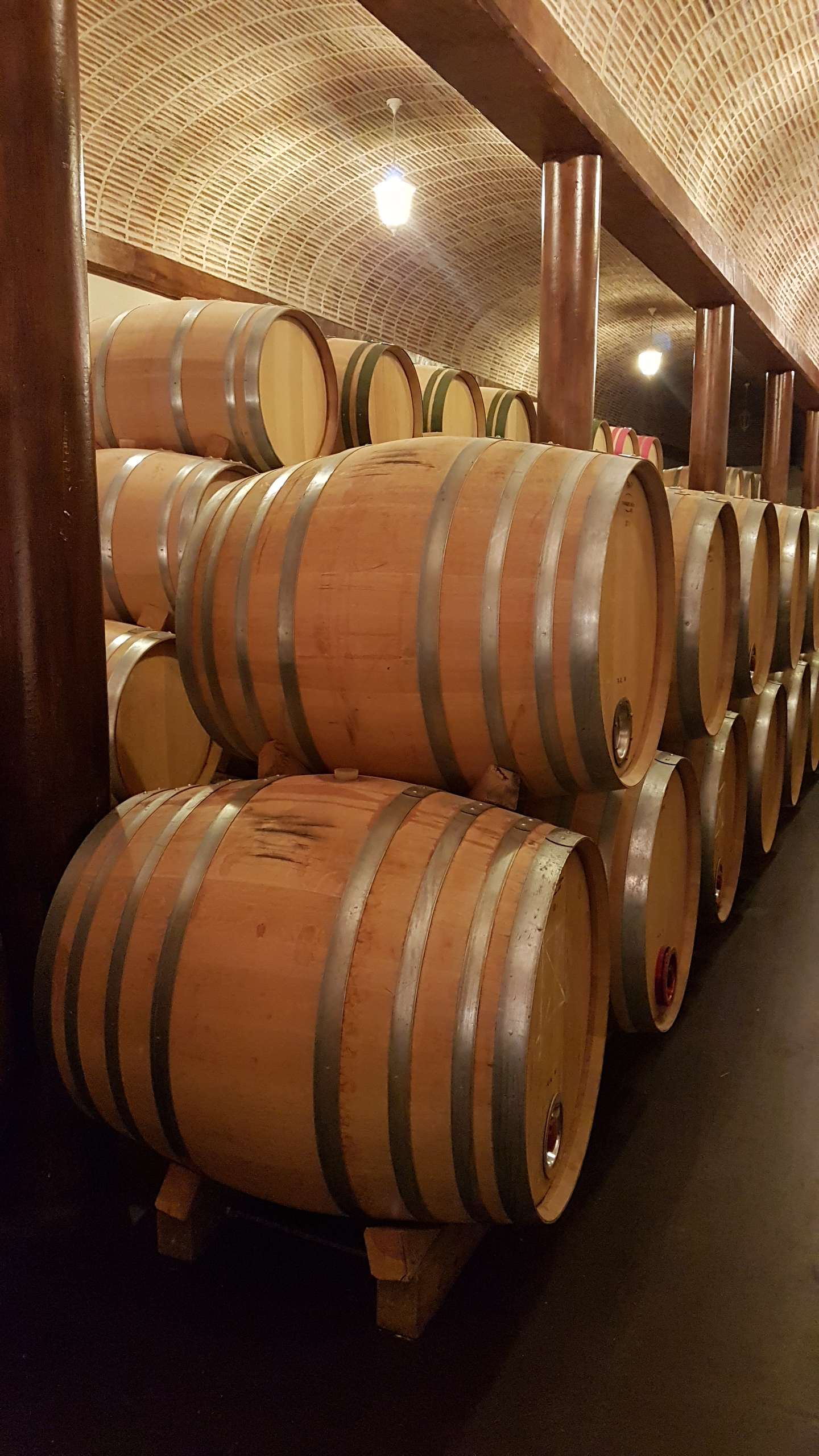
500-литровые французские дубовые винные бочки на винодельне Casajús

### 1920-е годы
Бабушка и дедушка Хосе Альберто и его жена Леонор основали винодельню и посадили свои виноградники в 1920 году в Кинтана-дель-Пидио, в самом сердце Риберы-дель-Дуэро. В течение нескольких поколений семьи Calvo и Casajús производили свои собственные вина в традиционных погребах.

### 1960-е годы
В 1963 году в Кинтана-дель-Пидио семьями Хосе Альберто и Леонор был основан местный винодельческий кооператив «Лос Олмос», активными членами которого они являлись до 1990-х.

### 1990-е и 2000-е годы
В 1993 году Хосе Альберто покинул местный кооператив и основал собственную винодельню в Кинтана-дель-Пидио: «Bodegas J.A. Calvo Casajús» Свою винодельческую деятельность Хосе прекрасно сочетал с работой пекаря. В 2004 году началось производство фирменного вина, NIC (аббревиатуры имен его детей Николаса и Каталины).. В середине того же десятилетия винодельня стала получать международное признание благодаря положительным отзывам Роберта Паркера из Wine Advocate.

### 2010-е годы
В 2013 году винодельня получила самые высокие оценки в Рибере-дель-Дуэро от британского критика Нила Мартина в американском журнале Роберта Паркера The Wine Advocate. Вино NIC 2009 было награждено 97 баллами, а вино Casajús Viñedos Antiguos получило 95 баллов, что вызвало повышенное внимания международных СМИ.

## Избранные рейтинги

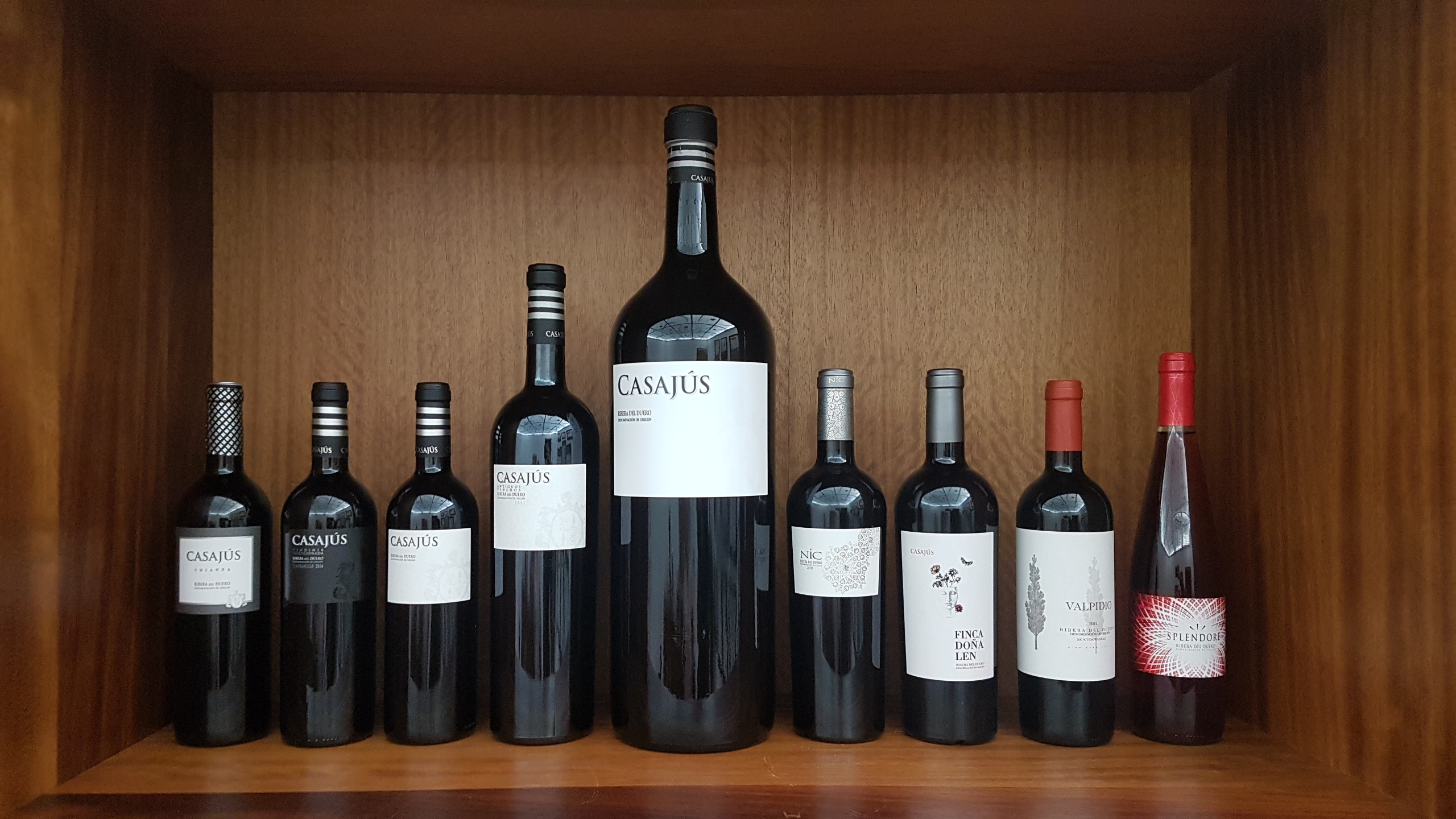
Бутылки, принадлежащие винодельне Casajús

По словам Роберта Паркера (журнал The Wine Advocat):
- NIC 2009: 97 баллов; 2005: 95+ баллов; 2006: 94+ баллa; 2011: 94 баллa; 2010: 93 баллa.
- Antiguos Viñedos 2009: 95 баллов; 2004 и 2012: 93 баллa; 2011: 92 баллa; 2005: 91 балл.
- Vendimia Seleccionada 2010: 94 баллa; 2009: 93 баллa; 2005 и 2012: 92 баллa; 2006: 91 балл.
- Splendore 2010: 93 баллa.
- Valpidio 2011: 92 баллa[22]; 2013 и 2014: 90 баллов.

По данным журнала Wine Spectator:
- NIC 2010: 95 баллов.
- Antiguos Viñedos 2014: 93 баллa; 2011: 92 баллa.
- Vendimia Seleccionada 2014: 92 баллa.

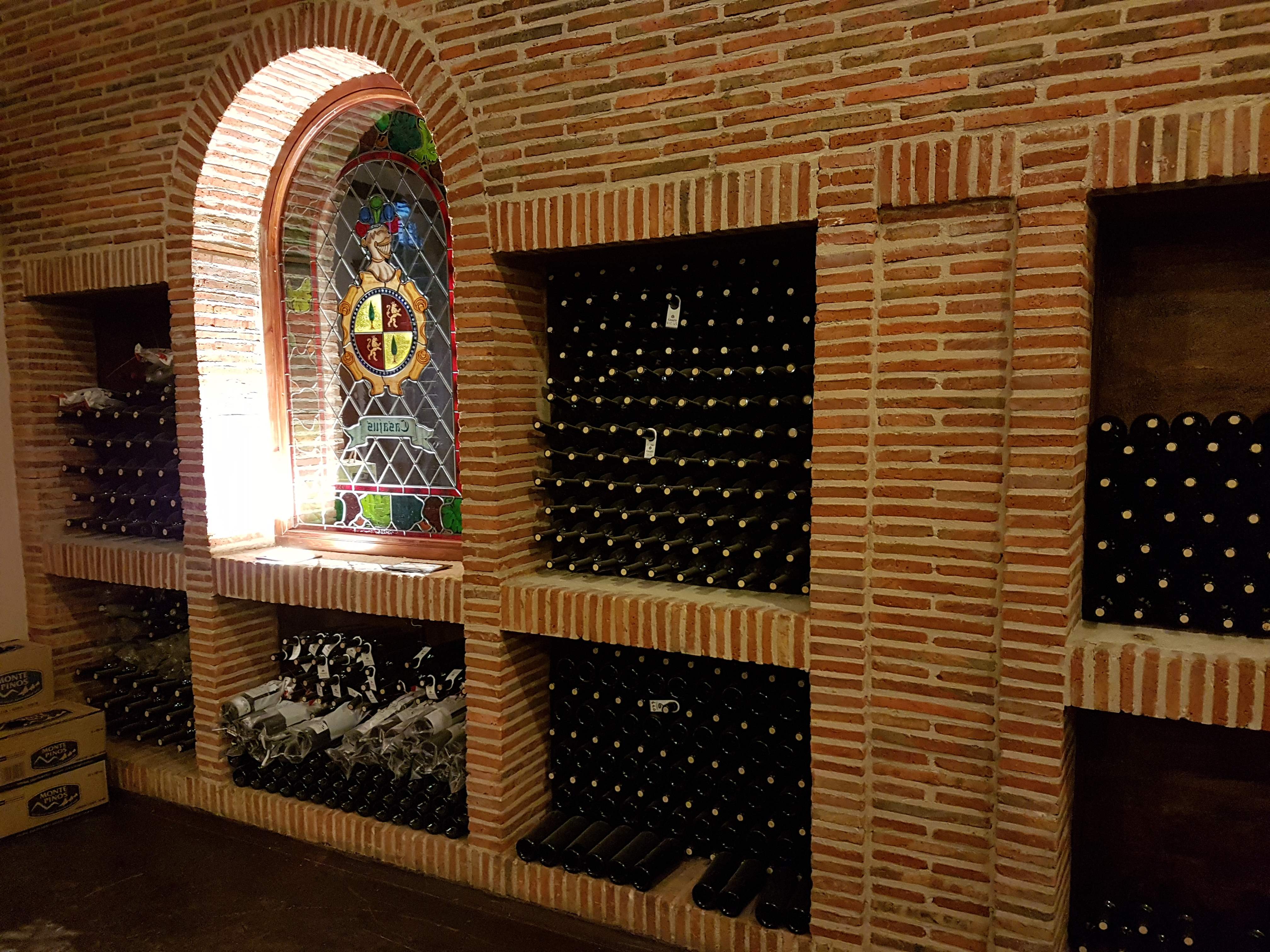
Бутылки принадлежащие винодельне Casajús
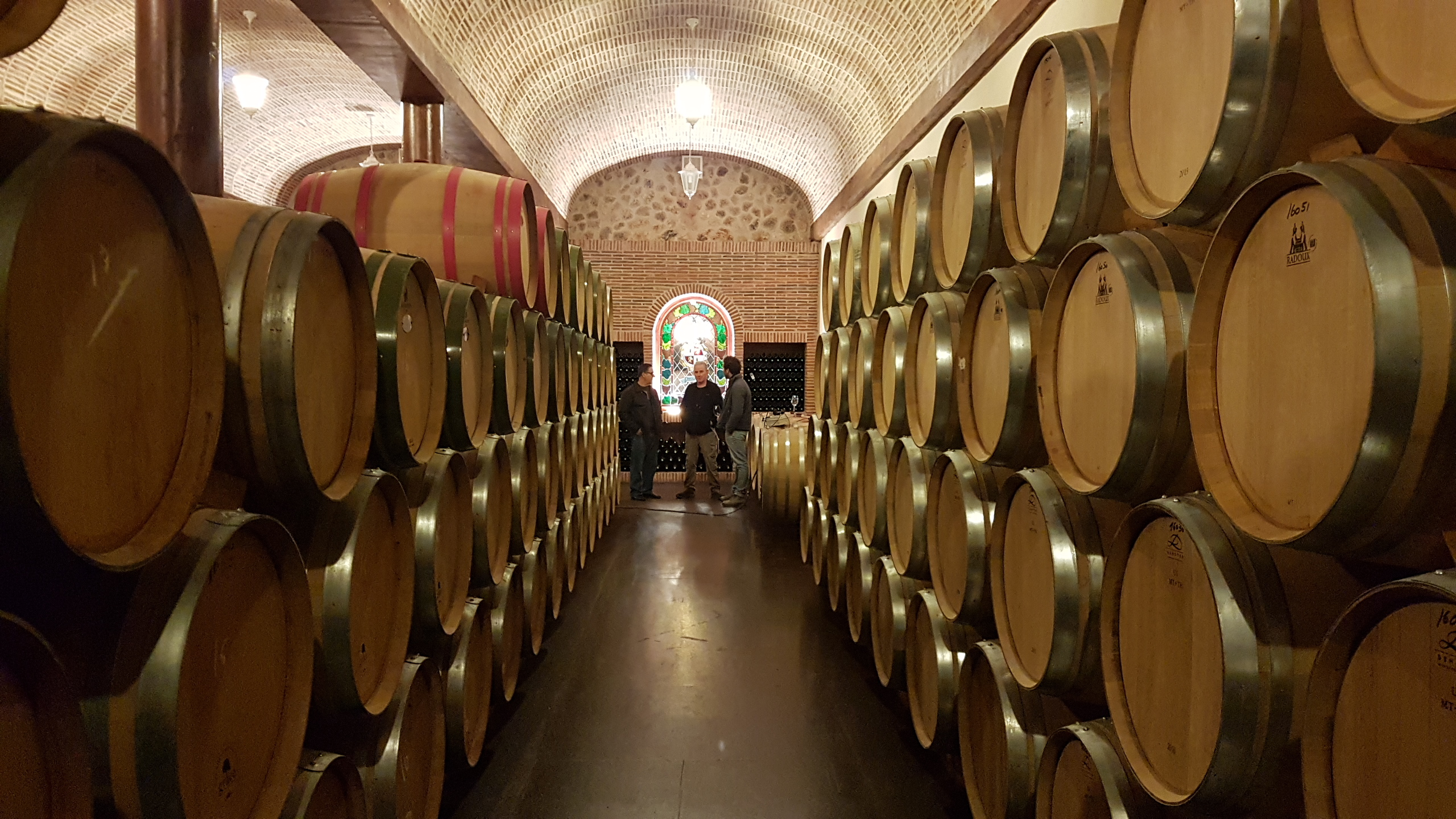
Погреб винодельни Casajús
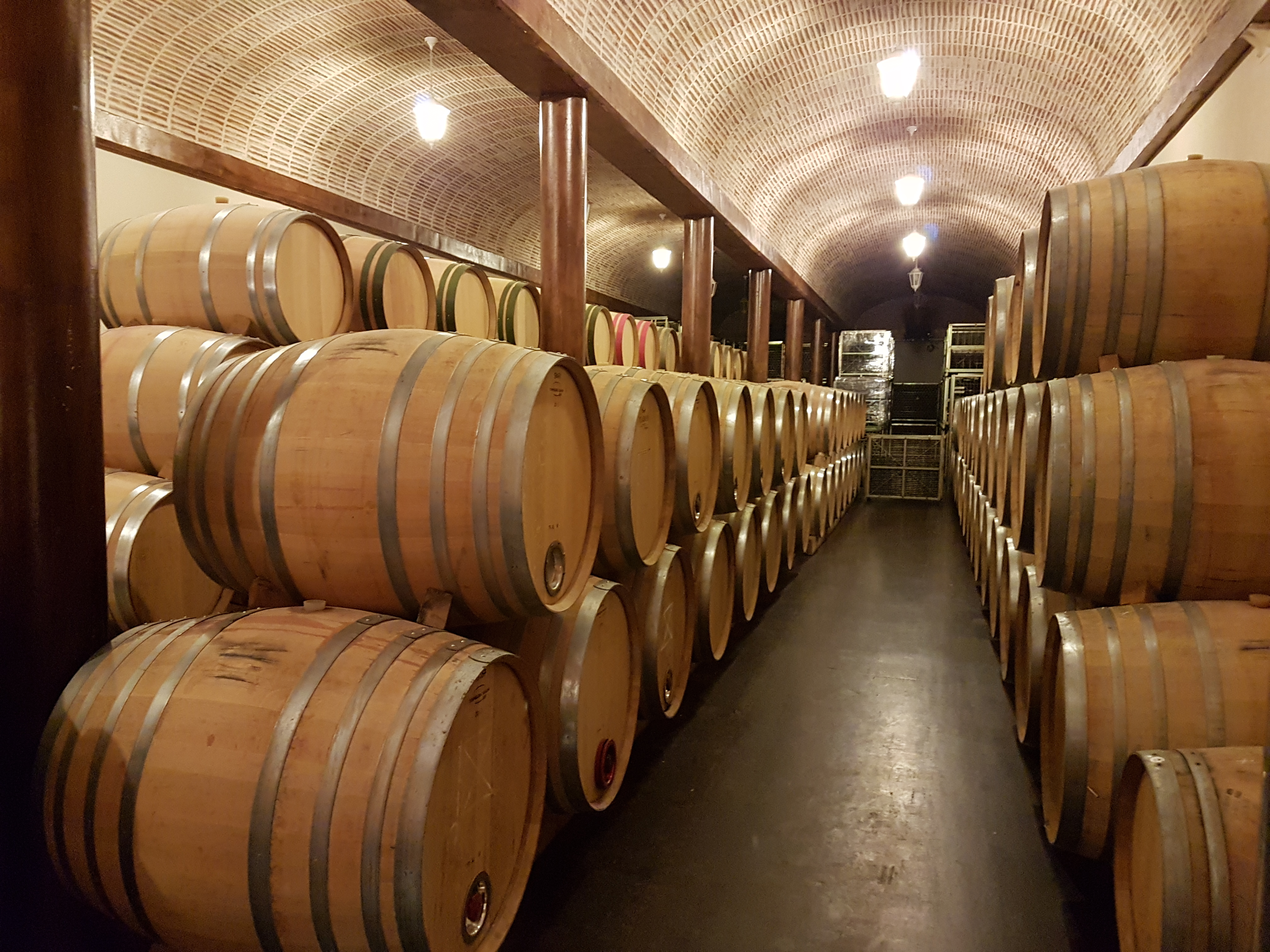
Кладовая для бутылок на винодельне Casajús